# Robert Eberwein
Gottlieb Robert Eberwein (* 1. Februar 1909 in Stuttgart-Vaihingen; † 26. März 1972 in Ditzingen) war ein deutscher Maler, Grafiker und Illustrator.

## Leben
Als Sohn eines Handwerkers absolvierte Eberwein zunächst eine Schreinerlehre. Eine Ausbildung im Malen und Zeichnen erhielt er von 1929 bis 1933 durch Kurse an der Stuttgarter Volkshochschule, wo unter anderem Max Ackermann und Albert Volk seine Lehrer waren. Zu seinen wichtigsten künstlerischen Vorbildern gehörte Adolf Hölzel. Im Zweiten Weltkrieg diente Eberwein als Zeichner bei einer Heereseinheit. Nach Rückkehr aus der Kriegsgefangenschaft arbeitete er zwei Jahre als Zeichenlehrer in Korntal. Von 1948 bis zu seinem Tod war er als Grafiker beim Stuttgarter Quell-Verlag, bei der Evangelischen Paramentenwerkstätte und anderen kirchlichen Einrichtungen und Werken beschäftigt. Seit 1948 illustrierte er die Zeitschrift Junges Dorf. Die von Eberwein in den 1950er und 1960er Jahren geschaffenen Altar- und Kanzelparamente finden sich in vielen evangelischen Kirchen in Württemberg und werden noch heute nach seinen Motiven gestaltet. So entwarf er unter anderem 1957 die Antependien für die Kirche in Kohlstetten. Enge Beziehungen hatte er zur Bauern- und Landarbeit der württembergischen Landeskirche. In der Ländlichen Heimvolkshochschule Hohebuch des Evangelischen Bauernwerks erinnert das „Eberwein-Zimmer“ an seine Arbeit.
Seit 1950 lebte Eberwein in Ditzingen bei Stuttgart. Hier war er neben seinem kirchlichen Engagement als freischaffender Künstler tätig. 1993 erwarben die Stadt Ditzingen und die Evangelische Landeskirche von der Familie große Teile des künstlerischen Nachlasses. Die Werke aus seinem Schaffen als freier Künstler kamen überwiegend ins Ditzinger Stadtmuseum, seine Auftragsarbeiten für die Evangelische Landeskirche gingen an das Landeskirchliche Archiv in Stuttgart.

## Buchillustrationen (Auswahl)
- Wanderung im Unbegreiflichen (Text: Werner Bardili, Stuttgart: Quell-Verlag, 1947)
- Jungen-Lieder (hrsg. von Walter Schinze im Auftrag des Beirates für die Jungschararbeit im Evang. Jungmännerwerk Deutschlands; Kassel-Wilhelmshöhe: Eichenkreuz-Verlag, 1949; 2. Auflage unter dem Titel Jungscharlieder, 1950; 10. Auflage 1956)
- Die goldene Käthe (Roman von Annemarie Siebenbrodt; Stuttgart: Quell-Verlag, 1950)
- Fango. Eine Abenteuergeschichte (von Werner Bardili; Stuttgart: Quell-Verlag, 1950)
- Unsere Fahrtenlieder (Liederbuch, hrsg. im Auftrag des Evangelischen Jungmännerwerks in Württemberg; Stuttgart: Quell-Verlag, 1954).[4]
- So sagt es Lukas. Briefe an junge Menschen (Text: Claus Westermann; Gelnhausen: Burckhardthaus-Verlag, 1955)
- Die Nacht der Tiere. Weihnachtslegende (Text: Rudolf Otto Wiemer; Berlin: Burckhardthaus-Verlag, 1957)
- Die Geschichte von Gott und den Menschen. Ein biblisches Bilderbuch (Text: Rudolf Otto Wiemer; Gelnhausen: Burckhardthaus-Verlag, 1959)
- Bibeln berättar om Gud och människan. En bilderbok (schwedische Ausgabe zu Die Geschichte von Gott und den Menschen; Stockholm: Gummesson, 1961)
- Der Mensch lebt vom Gebet (Text: Heinz Vonhoff; Neuffen: Sonnenweg-Verlag, 1963)
- Kinder-Gebetbüchlein (Christl. Verlagsanstalt, 1964)
- Im rechten Licht. Ein Advents- und Weihnachtsbüchlein (Neuffen: Sonnenweg-Verlag, 1965)
- Heimatbuch Ditzingen (Redaktion: Wolfgang Irtenkauf; Ditzingen: Stadt Ditzingen, 1966)
- Im Dienst des Friedens (Text: Gertrud Kurz; Wuppertal-Barmen: Johannes Kiefel Verlag, 1966)
- Tierduette. Fabeleien in Versen zu Zeichnungen von Robert Eberwein (Stuttgart: Verlag Adolf Bonz, 1967)

## Ausstellungen
- 1992: Retrospektive (Rathaus Ditzingen)
- 1994: Bilder aus dem Nachlass (Stadtmuseum Ditzingen)
- 1999: Facetten. Zeichnungen und Druckgrafik (Stadtmuseum Ditzingen, Konstanzer Kirche, Evangelisches Gemeindehaus Ditzingen)
- 2009: Bilder aus dem Nachlass zum 100. Geburtstag (Stadtmuseum Ditzingen)